# Топоришич, Йоже
Йо́же Топори́шич (словен. Jože Toporišič; 11 октября 1926, Мостец — 9 декабря 2014) — словенский лингвист, автор многочисленных трудов по словенскому языку, в том числе «Грамматики словенского языка» (Slovenska slovnica, первое издание 1976 год), последнее, исправленное — 2000 год), участвовал в подготовке «Словаря словенского литературного языка» (Slovar slovenskega knjižnega jezika) и «Правил словенского правописания» (Slovenski pravopis). Библиография насчитывает около 700 статей, книг, рецензий и др.
Член Словенской академии наук и искусств.
Преподавал в Люблянском университете, а также в других университетах Югославии (Загреб, Задар), работал в других странах (Чикаго, Москва, Клагенфурт, Грац, Варшава и др.).